# Uri Zohar

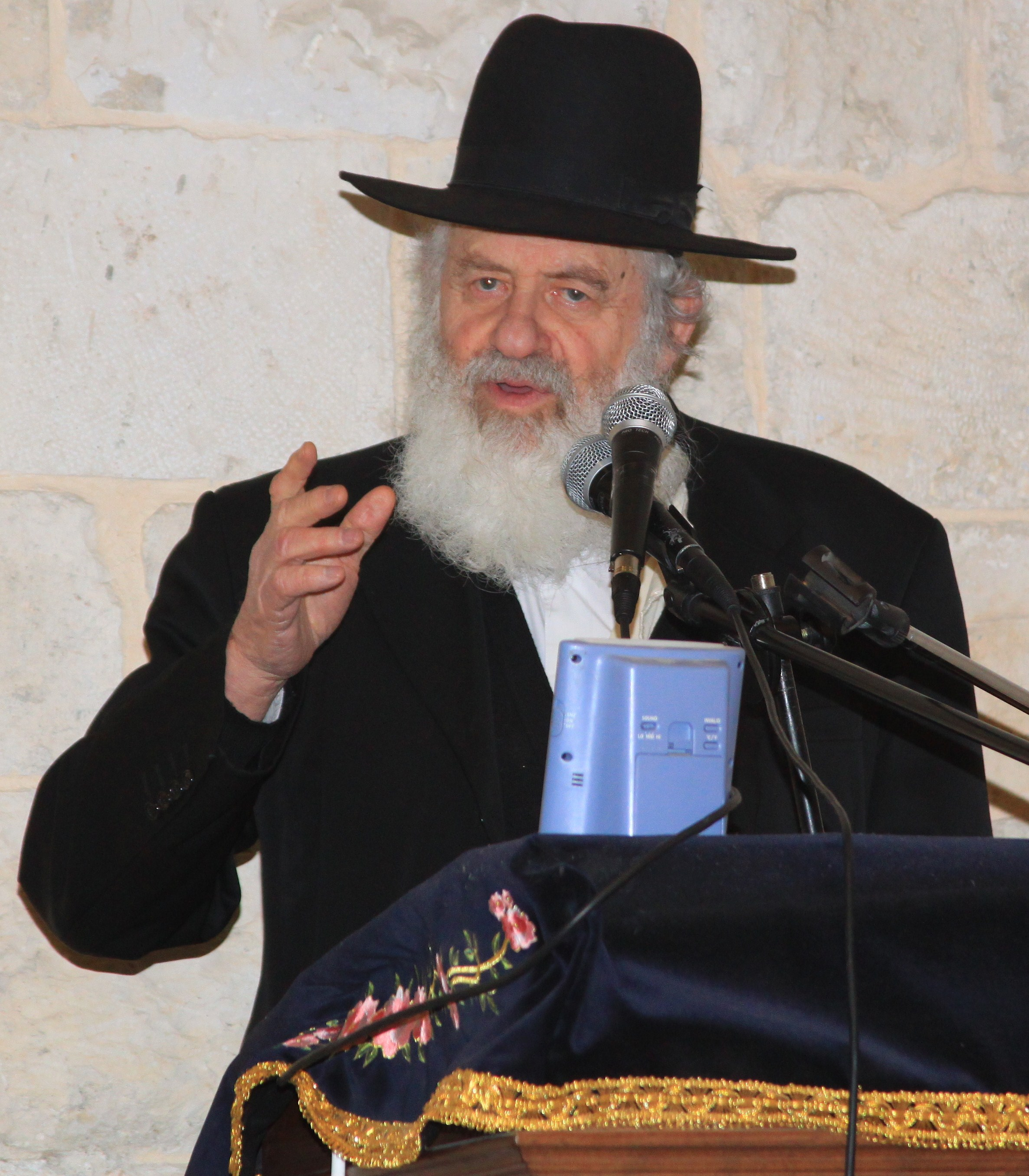
Uri Zohar bei einer Ansprache in der Churva-Synagoge Jerusalem, März 2011

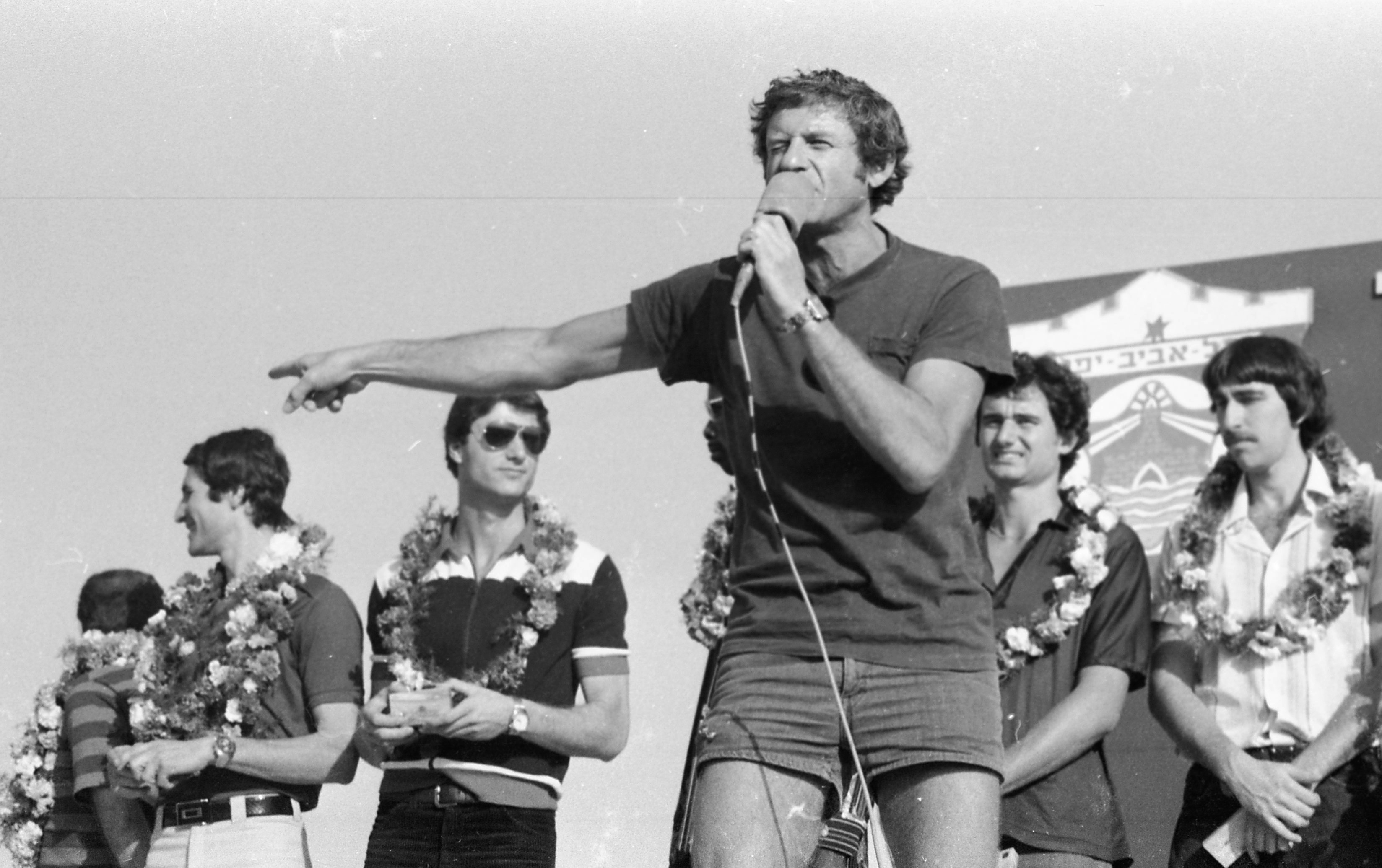
Uri Zohar unterhält das Publikum beim Fest der Maccabi Tel Aviv Basketball-Sektion, 10. April 1977

Uri Zohar (hebräisch אוּרִי זֹהַר Ūrī Sohar, Plene: אורי זוהר; geboren am 6. November 1935 in Tel Aviv; gestorben am 2. Juni 2022 in Jerusalem) war ein israelischer Filmregisseur und Schauspieler. 1977 wechselte er Beruf und Lebensstil im Zuge der Baʿal-Tschuva-Bewegung und wurde zu einem ultraorthodoxen Rabbiner.

## Biographie
Nach dem israelischen Abitur absolvierte Uri Zohar seinen Militärdienst bei der Lahakat Nachal, der Unterhaltungstruppe von Nachal, einem Teil der israelischen Armee. Nach Auftritten als Stand-up-Comedian studierte er 1960 Philosophie an der Hebräischen Universität Jerusalem. 1965 sorgte seine Ankündigung für Aufsehen, in Protest gegen das seit 1948 aufrechterhaltene militärische Ausnahmerecht mit Amos Kenan und Igael Tumarkin arabische Dörfer in Galiläa besuchen zu wollen. Im Jahre 1966 hob Israels Regierung die Ausnahmebestimmungen auf.
Uri Zohar wurde in den frühen 1970er Jahren zum führenden israelischen Filmregisseur und galt gleichzeitig als enfant terrible. Mit Arik Einstein spielte er im Alija-Sketch. Nach einer Verurteilung zu drei Monaten Dienst an der Gemeinschaft wegen des Besitzes von Marihuana wurde ihm 1976 der Israel-Preis zugesprochen, den er jedoch nicht annahm – der erste Fall einer solchen Verweigerung.
Nach einem Treffen mit dem aus Berlin gebürtigen Rabbiner Jizchak Schlomo Zilberman (1929–2001) änderte er um das Jahr 1977 seinen Lebensstil und trat zunächst in einer Fernsehshow mit Kippa auf. Von einem Vertreter des säkularen Judentums wurde er zu einem Sprecher der charedischen Bewegung. Bei der Knessetwahl 1992 drehte er eine Fernsehwerbung für die Schas-Partei.
Anlässlich einer Retrospektive der Cinémathèque française im Oktober 2012 wurde Zohars Beitrag zum israelischen Filmschaffen in den 1960er und 70er Jahren als eine Verbindung von Elementen der Nouvelle Vague mit der israelischen Realität gewürdigt.

## Familie
Zohars erste Ehe mit der Sängerin Ilana Robina wurde geschieden. Aus der Ehe mit seiner zweiten Frau, die in seinem Film ʿEnayim gdolot (עֵינַיִם גְּדוֹלוֹת ‚große Augen‘) auftrat, gingen sieben Kinder hervor. Zwei seiner Söhne sind mit zwei Töchtern seines Freundes und Berufskollegen Arik Einstein verheiratet.

## Filmografie (Auswahl)
Schauspiel
- 1959: Brennender Sand
- 1972: Liebesknochen
- 1980: Bull Buster

Regie
- 1964: Loch im Mond